# Дарьинское нефтегазоконденсатное месторождение
 Дарьинское нефтегазоконденсатное месторождение — нефтегазоконденсатное месторождение на севере Прикаспийской впадины. Расположено в Западно-Казахстанской области, в 30 км к северо-востоку от г. Уральск. Открыто в 1989 г.
По административному делению Контрактный участок Дарьинский относится к Зеленовскому району Западно-Казахстанской области Республики Казахстан.

## Промышленная разработка
В настоящее время месторождение разрабатывает Компания «Жаикмунай».
Компания планирует провести оценочное бурение на месторождениях, которые были протестированы советскими геологами в прошлом, в течение следующих трех лет стоимостью $100 млн, инвестируя большую часть в течение последних двух лет.